# Gloria (Buffy contre les vampires)
Pour les articles homonymes, voir Gloria.
Gloria (Glory ou Glorificus en anglais), appelée aussi La bête ou L'abomination, est un personnage de la série télévisée Buffy contre les vampires interprété par Clare Kramer. Elle joue le rôle du principal méchant de la saison 5.

## Biographie fictive
Gloria est une déesse chassée d'une dimension démoniaque sur laquelle elle régnait avec deux autres déesses. Devenue trop puissante, elle fut chassée de cette dimension par ses pairs, et envoyée sur Terre. Le supplice qu'elle subit l'oblige à partager le corps d'un être humain (en l'occurrence celui de Ben) mais elle arrive de plus en plus souvent à prendre la forme d'une jeune femme (sûre d'elle mais superficielle et centrée sur elle-même). Un sort d'amnésie empêche les humains de se rappeler qu'elle et Ben sont une seule personne, même si elle se transforme devant eux. Elle cherche à retrouver La Clé, une énergie permettant d'ouvrir un passage entre toutes les dimensions démoniaques, et ainsi pouvoir retourner chez elle, ce qui provoquerait en outre l'apocalypse sur terre. Elle est quasiment invulnérable et est dotée d'une force et d'une vitesse surhumaines. Elle doit toutefois aspirer régulièrement l'énergie mentale d'êtres humains pour maintenir la sienne, ce qui a pour effet de faire perdre la raison à sa victime. Elle a à sa botte tout un groupe de démons mineurs qui la servent fidèlement.
Elle ignore la forme que les moines qui protégeaient la Clé lui ont donné (celle de Dawn Summers) mais sait qu'elle se trouve à Sunnydale où elle se retrouve vite confrontée à Buffy à qui elle donne une correction lors de leur première rencontre (Sœurs ennemies). Sachant que la Tueuse sait où est la Clé, elle menace de tuer sa famille (L'Inspection), obligeant Buffy à cacher sa mère et Dawn chez Spike. Lors d'une nouvelle confrontation, elle blesse à nouveau Buffy et Spike qui ne doivent leur salut qu'à un sort de Willow et Tara qui téléporte la déesse. Plus tard (épisode Pour toujours), Gloria apprend par un de ses sbires que la Clé est un être humain et les envoie chercher dans l'entourage de Buffy. Ils lui ramènent tout d'abord Spike mais Gloria devine tout de suite qu'il ne peut pas être la Clé car c'est un vampire; elle le torture mais Spike ne parle pas et finit par être secouru par le Scooby-gang (épisode La Quête). 
Gloria pense ensuite que la Clé est Tara mais s'aperçoit une fois de plus de son erreur et lui aspire son énergie mentale. Willow, folle de rage, attaque alors la déesse et n'est sauvée que par l'intervention de Buffy (Magie noire). Dans l'épisode suivant, Gloria apprend finalement que la Clé est Dawn et le Scooby Gang doit fuir Sunnydale. Mais, pour soigner Giles qui a été blessé, Buffy fait appel à Ben et celui-ci se transforme en Gloria juste après avoir stabilisé l'état de Giles. La déesse s'empare alors de Dawn et prépare au plus vite le rituel pour ouvrir le portail. Mais à l'approche de son jour de gloire, la déesse commence à perdre pied et elle ressent même un sentiment de compassion pour Dawn, mais elle convainc Ben de la lui ramener. Dans le dernier épisode de la saison, Tara, dont l'état mental lui permet de sentir la présence de la Clé, mène le groupe à l'endroit où Gloria procède au rituel. Dans le combat qui s'ensuit, Gloria est affaiblie quand Tara retrouve ses esprits grâce à un sortilège de Willow et la déesse est finalement vaincue grâce au marteau magique dont Buffy fait usage. Gloria se transforme alors à nouveau en Ben et Buffy, incapable de tuer un humain, lui laisse la vie sauve mais, après son départ, Giles apparaît et étouffe Ben, mettant ainsi fin à l'existence de Gloria.

## Caractérisation
Joss Whedon voulait comme méchant principal de la saison quelqu'un de comparable au Joker qui soit à la fois dynamique, charismatique et psychotique. À l'origine, le personnage avait été baptisé Cherry.
Pour Rhonda Wilcox, Gloria représente une version parodique de la bimbo blonde obsédée par son apparence que certains détracteurs de la série ont cru reconnaître en Buffy. Elle constitue ainsi l'opposante la plus appropriée pour Buffy avant la mort puis la renaissance de celle-ci. Pour l'actrice Clare Kramer, sa totale confiance en soi est à la fois la plus grande force et la plus grande faiblesse de Gloria. Elle est totalement concentrée sur son objectif mais est incapable d'avoir une perspective qui va au-delà de sa personne.